# Llista d'asteroides/156701-156800
| Nom      | Designació provisional | Data de descobriment   | Lloc de descobriment | Descobridor/s          |
| -------- | ---------------------- | ---------------------- | -------------------- | ---------------------- |
| 156701 - | 2002 LH45              | 5 de juny de 2002      | Palomar              | NEAT                   |
| 156702 - | 2002 LZ46              | 15 de juny de 2002     | Socorro              | LINEAR                 |
| 156703 - | 2002 LF47              | 14 de juny de 2002     | Kingsnake            | J. V. McClusky         |
| 156704 - | 2002 LQ49              | 8 de juny de 2002      | Palomar              | NEAT                   |
| 156705 - | 2002 LN52              | 9 de juny de 2002      | Haleakala            | NEAT                   |
| 156706 - | 2002 LE56              | 15 de juny de 2002     | Socorro              | LINEAR                 |
| 156707 - | 2002 LW59              | 9 de juny de 2002      | Socorro              | LINEAR                 |
| 156708 - | 2002 LD61              | 11 de juny de 2002     | Palomar              | NEAT                   |
| 156709 - | 2002 NZ3               | 1 de juliol de 2002    | Palomar              | NEAT                   |
| 156710 - | 2002 NA41              | 9 de juliol de 2002    | Palomar              | NEAT                   |
| 156711 - | 2002 NB46              | 13 de juliol de 2002   | Palomar              | NEAT                   |
| 156712 - | 2002 NR47              | 14 de juliol de 2002   | Socorro              | LINEAR                 |
| 156713 - | 2002 OW11              | 18 de juliol de 2002   | Socorro              | LINEAR                 |
| 156714 - | 2002 PF1               | 1 d'agost de 2002      | Socorro              | LINEAR                 |
| 156715 - | 2002 PP137             | 15 d'agost de 2002     | Socorro              | LINEAR                 |
| 156716 - | 2002 RK27              | 4 de setembre de 2002  | Anderson Mesa        | LONEOS                 |
| 156717 - | 2002 RT42              | 5 de setembre de 2002  | Socorro              | LINEAR                 |
| 156718 - | 2002 TZ6               | 1 d'octubre de 2002    | Socorro              | LINEAR                 |
| 156719 - | 2002 TR49              | 2 d'octubre de 2002    | Socorro              | LINEAR                 |
| 156720 - | 2002 TY66              | 7 d'octubre de 2002    | Socorro              | LINEAR                 |
| 156721 - | 2002 TG93              | 3 d'octubre de 2002    | Palomar              | NEAT                   |
| 156722 - | 2002 TR203             | 4 d'octubre de 2002    | Socorro              | LINEAR                 |
| 156723 - | 2002 TQ238             | 7 d'octubre de 2002    | Socorro              | LINEAR                 |
| 156724 - | 2002 TB257             | 9 d'octubre de 2002    | Socorro              | LINEAR                 |
| 156725 - | 2002 TH294             | 11 d'octubre de 2002   | Socorro              | LINEAR                 |
| 156726 - | 2002 UW35              | 31 d'octubre de 2002   | Palomar              | NEAT                   |
| 156727 - | 2002 VR11              | 1 de novembre de 2002  | Palomar              | NEAT                   |
| 156728 - | 2002 VC47              | 5 de novembre de 2002  | Palomar              | NEAT                   |
| 156729 - | 2002 VN118             | 11 de novembre de 2002 | Anderson Mesa        | LONEOS                 |
| 156730 - | 2002 VM140             | 13 de novembre de 2002 | Palomar              | NEAT                   |
| 156731 - | 2002 XF9               | 2 de desembre de 2002  | Socorro              | LINEAR                 |
| 156732 - | 2002 XU19              | 2 de desembre de 2002  | Socorro              | LINEAR                 |
| 156733 - | 2002 XO29              | 5 de desembre de 2002  | Palomar              | NEAT                   |
| 156734 - | 2002 XN32              | 6 de desembre de 2002  | Socorro              | LINEAR                 |
| 156735 - | 2002 XE40              | 7 de desembre de 2002  | Needville            | Needville              |
| 156736 - | 2002 XW45              | 10 de desembre de 2002 | Socorro              | LINEAR                 |
| 156737 - | 2002 XD54              | 10 de desembre de 2002 | Palomar              | NEAT                   |
| 156738 - | 2002 XS57              | 10 de desembre de 2002 | Palomar              | NEAT                   |
| 156739 - | 2002 XA59              | 11 de desembre de 2002 | Socorro              | LINEAR                 |
| 156740 - | 2002 XG64              | 11 de desembre de 2002 | Socorro              | LINEAR                 |
| 156741 - | 2002 XQ64              | 11 de desembre de 2002 | Socorro              | LINEAR                 |
| 156742 - | 2002 XJ71              | 10 de desembre de 2002 | Socorro              | LINEAR                 |
| 156743 - | 2002 XM75              | 11 de desembre de 2002 | Socorro              | LINEAR                 |
| 156744 - | 2002 XP80              | 11 de desembre de 2002 | Socorro              | LINEAR                 |
| 156745 - | 2002 XH81              | 11 de desembre de 2002 | Socorro              | LINEAR                 |
| 156746 - | 2002 XM81              | 11 de desembre de 2002 | Socorro              | LINEAR                 |
| 156747 - | 2002 XH84              | 14 de desembre de 2002 | Socorro              | LINEAR                 |
| 156748 - | 2002 XQ86              | 11 de desembre de 2002 | Socorro              | LINEAR                 |
| 156749 - | 2002 XS86              | 11 de desembre de 2002 | Socorro              | LINEAR                 |
| 156750 - | 2002 XW90              | 15 de desembre de 2002 | Haleakala            | NEAT                   |
| 156751 - | 2002 XL92              | 4 de desembre de 2002  | Kitt Peak            | M. W. Buie             |
| 156752 - | 2002 XL96              | 5 de desembre de 2002  | Socorro              | LINEAR                 |
| 156753 - | 2002 YW                | 27 de desembre de 2002 | Anderson Mesa        | LONEOS                 |
| 156754 - | 2002 YR1               | 27 de desembre de 2002 | Anderson Mesa        | LONEOS                 |
| 156755 - | 2002 YH7               | 28 de desembre de 2002 | Anderson Mesa        | LONEOS                 |
| 156756 - | 2002 YL7               | 31 de desembre de 2002 | Socorro              | LINEAR                 |
| 156757 - | 2002 YA8               | 28 de desembre de 2002 | Anderson Mesa        | LONEOS                 |
| 156758 - | 2002 YS21              | 31 de desembre de 2002 | Socorro              | LINEAR                 |
| 156759 - | 2002 YU28              | 31 de desembre de 2002 | Socorro              | LINEAR                 |
| 156760 - | 2002 YV28              | 31 de desembre de 2002 | Socorro              | LINEAR                 |
| 156761 - | 2002 YA31              | 31 de desembre de 2002 | Socorro              | LINEAR                 |
| 156762 - | 2002 YR34              | 31 de desembre de 2002 | Socorro              | LINEAR                 |
| 156763 - | 2003 AF6               | 1 de gener de 2003     | Socorro              | LINEAR                 |
| 156764 - | 2003 AN13              | 1 de gener de 2003     | Socorro              | LINEAR                 |
| 156765 - | 2003 AZ28              | 4 de gener de 2003     | Socorro              | LINEAR                 |
| 156766 - | 2003 AE31              | 4 de gener de 2003     | Socorro              | LINEAR                 |
| 156767 - | 2003 AH32              | 5 de gener de 2003     | Socorro              | LINEAR                 |
| 156768 - | 2003 AW34              | 7 de gener de 2003     | Socorro              | LINEAR                 |
| 156769 - | 2003 AJ39              | 7 de gener de 2003     | Socorro              | LINEAR                 |
| 156770 - | 2003 AN43              | 5 de gener de 2003     | Socorro              | LINEAR                 |
| 156771 - | 2003 AP47              | 5 de gener de 2003     | Socorro              | LINEAR                 |
| 156772 - | 2003 AX54              | 5 de gener de 2003     | Socorro              | LINEAR                 |
| 156773 - | 2003 AY54              | 5 de gener de 2003     | Socorro              | LINEAR                 |
| 156774 - | 2003 AL59              | 5 de gener de 2003     | Socorro              | LINEAR                 |
| 156775 - | 2003 AU60              | 7 de gener de 2003     | Socorro              | LINEAR                 |
| 156776 - | 2003 AO65              | 7 de gener de 2003     | Socorro              | LINEAR                 |
| 156777 - | 2003 AM69              | 7 de gener de 2003     | Socorro              | LINEAR                 |
| 156778 - | 2003 AB73              | 10 de gener de 2003    | Socorro              | LINEAR                 |
| 156779 - | 2003 AA76              | 10 de gener de 2003    | Socorro              | LINEAR                 |
| 156780 - | 2003 AV78              | 10 de gener de 2003    | Kitt Peak            | Spacewatch             |
| 156781 - | 2003 AE84              | 15 de gener de 2003    | Palomar              | NEAT                   |
| 156782 - | 2003 AR87              | 1 de gener de 2003     | Socorro              | LINEAR                 |
| 156783 - | 2003 AB90              | 4 de gener de 2003     | Socorro              | LINEAR                 |
| 156784 - | 2003 AJ94              | 10 de gener de 2003    | Socorro              | LINEAR                 |
| 156785 - | 2003 BH3               | 24 de gener de 2003    | La Silla             | A. Boattini, H. Scholl |
| 156786 - | 2003 BW7               | 26 de gener de 2003    | Kitt Peak            | Spacewatch             |
| 156787 - | 2003 BY8               | 26 de gener de 2003    | Anderson Mesa        | LONEOS                 |
| 156788 - | 2003 BG11              | 26 de gener de 2003    | Anderson Mesa        | LONEOS                 |
| 156789 - | 2003 BC12              | 26 de gener de 2003    | Anderson Mesa        | LONEOS                 |
| 156790 - | 2003 BY12              | 26 de gener de 2003    | Anderson Mesa        | LONEOS                 |
| 156791 - | 2003 BP14              | 26 de gener de 2003    | Haleakala            | NEAT                   |
| 156792 - | 2003 BV14              | 26 de gener de 2003    | Haleakala            | NEAT                   |
| 156793 - | 2003 BY14              | 26 de gener de 2003    | Haleakala            | NEAT                   |
| 156794 - | 2003 BV15              | 26 de gener de 2003    | Anderson Mesa        | LONEOS                 |
| 156795 - | 2003 BX15              | 26 de gener de 2003    | Anderson Mesa        | LONEOS                 |
| 156796 - | 2003 BZ15              | 26 de gener de 2003    | Haleakala            | NEAT                   |
| 156797 - | 2003 BA16              | 26 de gener de 2003    | Haleakala            | NEAT                   |
| 156798 - | 2003 BC16              | 26 de gener de 2003    | Haleakala            | NEAT                   |
| 156799 - | 2003 BD18              | 27 de gener de 2003    | Socorro              | LINEAR                 |
| 156800 - | 2003 BR18              | 27 de gener de 2003    | Socorro              | LINEAR                 |